# Christian Magnus Falsen
Christian Magnus Falsen,  född den 14 september 1782 i Kristiania (nuvarande Oslo), död där den 13 januari 1830, var en norsk statsman. Han var son till Enevold de Falsen och bror till Carl Valentin Falsen.
Falsen blev student 1798 och juris kandidat 1802. Han utnämndes 1804 till overretsprokurator i Norge och 1807 till höiesteretsadvokat samt deltog samma år i Köpenhamns försvar. Under kriget mot Sverige 1808 tjänstgjorde han som officer vid greve Wedel-Jarlsbergs frikår. År 1814 utarbetade han och Johan Gunder Adler, prins Kristian Fredriks privatsekreterare, ett utkast till norsk grundlag som togs till utgångspunkt vid överläggningarna i Eidsvoll om Norges författning. När förslaget i april 1814 kom från trycket hade det dock ändrats, delvis föranlett av regenten, prins Kristian Fredrik. Från början hade han i sina åsikter stått greve Wedel nära, men slog plötsligt om och blev en ivrig anhängare av prinsen-regenten. I Eidsvollsförsamlingen var Falsen, jämte Georg Sverdrup, majoritetens ledare samt arbetade på att trygga Norges självständighet utan förening med Sverige. Samtidigt försökte han bana vägen för en framtida förening mellan alla tre nordiska rikena under Kristian Fredrik, som valdes till Norges kung 1814, var arvinge till Danmarks tron och kunde bli det även till Sveriges om Karl XIII ville adoptera honom och skjuta Karl Johan åt sidan. Men så skedde inte. Händelserna utvecklade sig tvärtom i en riktning, som helt och hållet stred mot Falsens önskningar och planer. Efter konventionen i Moss (14 augusti 1814) lät Falsen utnämna sig till amtman i Nordre Bergenhus amt. Av 1814 års storting, som gick in på Norges förening med Sverige, var Falsen inte medlem. Åren 1815–1816 var han stortingsman, men spelade inte någon framstående roll. År 1818 blev hans val förklarat ogiltigt. År 1821 var han återigen ledamot av stortinget, men visade sig då mycket förändrad till sina tänkesätt. Sedan han 1819 gjort bekantskap med riksståthållaren greve Johan August Sandels, hade han nämligen alltmera närmat sig regeringen. I stortingets överläggningar angående Norges övertagande av 3 miljoner speciedaler (12 miljoner kronor) av Danmarks statsskuld inlade Falsen mycken förtjänst, men bröt tillika fullständigt med oppositionspartiet, och då Karl Johan framlade sina förslag till ändringar i den norska grundlagen, framställde även Falsen några sådana, vilka ådrog honom häftiga beskyllningar för att ha övergivit sin forna politiska ståndpunkt. År 1822 blev han generalprokurator (justitiekansler). Det nyinrättade ämbetet var högst impopulärt och innehavaren fick dela dess öde. Stortingsman blev han aldrig mera. År 1825 utnämndes han till stiftsamtman i Bergen och 1827 till justitiarius (president) i Höiesteret. Under senare delen av sitt liv utsattes han för häftig förföljelse. Falsen uppträdde även som politisk och historisk författare. Bland hans skrifter kan nämnas Norges historie til 1319 (1823–1824).